# Jerzy Płoszajski
Jerzy Antoni Płoszajski (ur. 23 października 1910 w Moskwie, zm. 7 grudnia 2007 w Londynie) – polski inżynier i konstruktor lotniczy.

## Życiorys
Syn Michała i Zofii z Andrzejewskich. Po rewolucji w 1917 roku wyjechał z rodzicami do Chin, gdzie w Harbinie w latach 1919-1922 uczęszczał do polskiego gimnazjum. W 1922 roku jego rodzina przedostała się do Japonii i powróciła do Polski. W 1926 roku został członkiem Koła Lotniczego Start, gdzie w 1927 roku zaprojektował szybowiec KLS-III, na którym w Poroninie wykonał kilka lotów ślizgowych. W październiku 1927 roku został wybrany na członka Zarządu Koła. W 1930 roku w V Gimnazjum Miejskim w Warszawie zdał egzamin maturalny.
W 1930 roku rozpoczął studia na Wydziale Mechanicznym Politechniki Warszawskiej, gdzie w 1934 zdał pierwszy egzamin dyplomowy i kontynuował studia na Sekcji Lotniczej. W 1937 roku ukończył wraz z L. Moczarskim i J. Idźkowskim lekki samolot doświadczalny MIP Smyk (MIP - Moczarski, Idźkowski, Płoszajski), który był jedną z programowych prac zespołowych wykonanych za zgodą profesora Mechaniki Lotu i Budowy Płatowców - Gustawa A. Mokrzyckiego. W tym czasie pracował w Fabryce Śmigieł Szomańskiego, co spowodowało, że dyplom obronił 26 czerwca 1939 roku. Należał do Obozu Narodowo-Radykalnego.
We wrześniu 1939 roku został ewakuowany do Francji gdzie w listopadzie rozpoczął pracę w biurze konstrukcyjnym wytwórni samolotów S.N.C.A.-Sud-Est. Pracował nad modyfikacją kadłuba francuskiego myśliwca SNCASE SE-100.
Po upadku Francji, przez Hiszpanię, Maroko i Gibraltar, w listopadzie 1940 dotarł do Wlk. Brytanii. Wszedł w skład Polskiej Grupy Technicznej gdzie brał udział w projektowaniu szybowców desantowych, oraz gąsienicowych podwozi dla samolotów. W styczniu 1941 roku został przeniesiony do pracy w angielskim przemyśle lotniczym gdzie pracował jako konstruktor osprzętu lotniczego i uzbrojeniowego oraz zajmował się nadzorem produkcji. Pracował w fabryce śmigieł Rotol w Gloucester oraz wytwórni samolotów Folland Aircraft. Od lipca 1944 roku pracował w Dziale Lotniczym Ministerstwa Przemysłu Handlu i Żeglugi Rządu RP, gdzie zajmował się opracowaniem planów odbudowy przemysłu lotniczego w Polsce.
Po wojnie pozostał w Anglii, w maju 1945 roku został kierownikiem warsztatów polskiej firmy Aeromechano Ltd. oraz z inż. R. Michałkiewiczem założył firmę Stewart Plastics Ltd. zajmującą się produkcją przedmiotów z tworzyw sztucznych. W 1947 roku rozpoczął pracę w firmie Sir George Godfrey and Partners Ltd, gdzie objął stanowisko głównego konstruktora. Po przejęciu w 1976 roku firmy przez koncern Howden Group pracował dalej jako konsultant. W 1987 roku zakończył pracę zawodową i przeszedł na emeryturę.
Jerzy Płoszajski był aktywnym członkiem: Stowarzyszenia Techników Polskich w Wielkiej Brytanii (od założenia w 1940 roku), członkiem wieczystym Instytutu Polskiego i Muzeum im. gen. Sikorskiego, członkiem Zjednoczenia Polskiego, POSK-u oraz Towarzystwa Popierania Nauki Polskiej. Był członkiem (do końca istnienia Stowarzyszenia Lotników Polskich - obecnie Fundacja). W okresie pracy zawodowej był członkiem Royal Aeronautical Society (Królewskiego Towarzystwa Aeronautycznego) i Society for Nautical Research (Towarzystwo Badań Nautycznych). Współpracował z Muzeum Techniki, dostarczał informacje do Słownika Biograficznego Techników Polskich i Instytutu Historii i Nauk PAN. Był autorem dwutomowej publikacji pt. Technicy lotnictwa polskiego na Zachodzie 1939-46.

## Życie prywatne
Był żonaty z Frances Nancy z domu Treasure i miał pięcioro dzieci: Zofię, Marię, Margaret, Antoniego i Teresę.

## Odznaczenia i wyróżnienia
- Krzyż Kawalerski Orderu Odrodzenia Polski (11 listopada 1990)[10],
- Złoty Krzyż Zasługi (1972)[11],
- Złota Odznaka Honorowa NOT,
- Złota Odznaka Honorowa STP,
- dyplom uznania od Muzeum Lotnictwa w Krakowie za przekazanie modelu samolotu SMYK,
- odznaka zasłużonego dla Politechniki Warszawskiej.